# 查德威克比奇艾蘭
查德威克比奇艾蘭（英語：Chadwick Beach Island）是位於美國新澤西州海洋縣的非建制地區。

## 地理
查德威克比奇艾蘭所處的海拔為高於海平面6米（即20英呎），而該地所採用的時區為UTC-5，即北美东部时区（EST）。同時該地設有夏令時間，為UTC-5調快一小時，即UTC-4（EDT）。